# 무안 총지사지 석장승
무안 총지사지 석장승(摠持寺址 石長栍)은 대한민국 전라남도 무안군 몽탄면 대치리, 총지사터 입구 양옆에 나란히 서 있는 2기의 돌장승이다. 1987년 6월 1일 전라남도의 민속문화재 제23호로 지정되었다.

## 개요
총지사터 입구 양옆에 나란히 서 있는 2기의 돌장승으로, 절의 영역표시 기능과 더불어 경내에서의 수렵·어로 등의 금지를 알리며 잡귀의 출입을 막는 수호신상의 구실을 하였던 것이다.
거대한 화강석을 최대한 자연스럽게 살려 아무런 조각이 없는 민둥머리와 이마, 커다란 왕방울 눈, 우뚝 솟은 주먹코와 작은 입이 조각되어 있다. 두 장승의 모습이 거의 비슷하나, 남장승은 외수염을 하나 더 조각해 두었다.
장승의 앞에는 각각 넓직한 판돌의 제단이 놓여 있으나, 장승과 관련된 의례는 전하지 않고, 다만 할머니들이 때를 가리지 않고 소원을 비는 곳이라 한다.
조선 현종 7년(1666) 지금의 총지사를 중건하면서 함께 세운 것으로 추정된다.

## 참고 자료
- 총지사지석장승 - 국가유산청 국가유산포털